# Asmir Young
Asmir Janet Young Carrillo (Miraflores, Lima, 20 de enero de 1999) es una cantante y compositora peruana.
Comenzó su carrera artística incursionándose en la salsa, siendo integrante de la banda musical Son Tentación durante los años 2018-2019. Tras retirarse del conjunto, logró consolidar su carrera musical en el reguetón, ganando popularidad durante los años 2020.

## Biografía
Asmir Janet Young Carrillo nació el 20 de enero de 1999 en Lima, es hija del músico Dante Young y de Heidi Carrillo.[cita requerida] Desde temprana edad desarrollo su interés por la música.[cita requerida] Estudio en el Colegio Adviento en el distrito de Miraflores.[cita requerida] Vivió con su familia en Pamplona, provincia de Navarra, España; desde 2009 hasta 2014, en donde desarrolló gran parte de su adolescencia y cursó secundaria en ese país.[cita requerida]
Proveniente de una familia ligada a la música, es prima hermana de la también cantante Shantall; y sobrina del músico Lucho Macedo.
Desde joven se dedicó a participar en diferentes concursos televisivos de canto como Star Kids, La dupla perfecta y otros programas.[cita requerida] También obtuvo experiencia los escenarios trabajando en la orquesta digital de su padre y siendo la vocalista de una banda de rock durante su adolescencia.[cita requerida]
Fue educada musicalmente en el coro Sinfonía por el Perú y en la academia Saca tu Diva.[cita requerida]

## Carrera musical

### 2016-2018: Inicios
Comenzó su carrera artística de manera profesional a los 17 años como integrante de una orquesta local, gracias a la intervención de su prima. Anteriormente, colaboró con su padre dentro de sus proyectos musicales.
Pero fue hasta 2016, cuando le llegaría la oportunidad de trabajar como corista para la cantante Yahaira Plasencia y posteriormente, en la orquesta Los Barraza, propiedad del artista Carlos «Tomate» Barraza, donde logró consolidarse en el género salsa.
En el año 2018, formó parte de la banda musical femenina Son Tentación, compartiendo delantera con Amy Gutiérrez, Kate Candela, Suu Rabanal, Paula Arias y Angie Chávez, donde permaneció durante 12 meses.Posterior a ello, fue participante del programa concurso Los cuatro finalistas de Latina Televisión en ese año.

### 2019-2022: Etapa solista
En 2019, inicia su faceta como solista bajo su nombre real, haciendo su debut interpretando el tema musical «Báilame asi» en colaboración con EFES Music y cambió de género al reguetón. Al poco tiempo, firmó con el sello discográfico The Gold Factory para la elaboración de sus siguientes sencillos: «Te extrañaré» y «Pa' que suden» junto al artista puertorriqueño Brray en 2019, manteniéndose en los ritmos urbanos.
Siendo el 2020 el año donde su carrera empezó a tener mayor relevancia con singles como «Mentiras» y «Gózala», este último junto a su exorquesta Son Tentación.[cita requerida] Ambos sencillos lograron posicionarse en las primeros puestos de «las canciones más virales de Spotify» y en radios locales.[cita requerida]
Para 2021 Asmir mantuvo el género urbano, explorando con diversos sonidos como lo hizo en «El día de tu cumpleaños» y «Tóxicos» junto al rapero Jota Shoy.[cita requerida]
En 2022 estrenó el material de estudio Ansiedad con la disquera mencionada, definiendo y terminando de contar su estilo musical. Posterior estreno su primer EP titulado «Años luz», contando con 5 canciones.[cita requerida] En los meses siguientes, canto por primera vez en el Gran Teatro Nacional del Perú, siendo la primera artista urbana en hacerlo.[cita requerida] Al finalizar el año lanzó Cameo, bajo la producción de MG Selecta, obteniendo éxito dentro de la plataforma TikTok.[cita requerida]

### 2023:602yPeruanita Remix
En 2023, Young estrenó el sencillo 602 con la producción de Marshall y bajo la letra del artista Carlitox, parte del EP 111. Participó en el tema musical «Peruanita Remix» junto a Bathul, Handa, Klibre y Lil Angello; canción que gozo de una gran viralidad en su país.[cita requerida] También concursó en el reality show La voz Perú de Latina Televisión, asumiendo el rol de participante del «Equipo Raúl», de la mano del cantante Raúl Romero, logrando pasar a la final del concurso compitiendo contra su tía Lucy Young y consiguiendo el segundo lugar del certamen. Continuó con sus proyectos musicales interpretando el tema «Bendita sea mi suerte» y «Sin visa» del EP 111 a finales de año.Cerrando el año con el reconocimiento a la mejor artista urbana femenina de 2023

### 2024:AfterpartyyBebo por ti
Al año siguiente, lanzó su nuevo material Punta Hermosa contando con la producción de Marshall y Deverow,  prestó su colaboración con la cantante y actriz Flavia Laos para el lanzamiento del sencillo «Afterparty», canción que se posicionó como top 2 de las más virales del país por Spotify.[cita requerida] Posteriormente estreno sus nuevos sencillos «Bebo por ti» con el cantante Luis Manuel, exintegrante de Grupo 5,[cita requerida] y «No pasa nada» con Raúl Romero.
En 2024 también fue nominada a «Mejor cantautora joven» por los premios Capemúsica de APDAYC, la revista Cosas la nombró como «Artista peruana revelación» y se convirtió en imagen de la marca internacional Adidas.[cita requerida] Además, tuvo una breve participación en el evento The MakeUp Room.

## Arte

### Estilo musical
La música de Young ha predominado por el reggaeton y el pop urbano, sin embargo suele explorar con una gran variedad de otros géneros  como: cumbia, R&B, rock, musica electrónica, rap y  musica alternativa.[cita requerida]
En una entrevista, Young menciona a Selena, Rihanna, Karol G y Bad Bunny como sus máximos referentes musicales a seguir y principales influencias para su trabajo.[cita requerida] Cuenta con un tatuaje de Cómo la flor en referencia a la canción de la primera mencionada.[cita requerida]

## Discografía

### EP de estudio
- 2022: Años luz
- 2023: 111

### Sencillos
- 2018: Culpables
- 2019: Te extrañaré
- 2019: Se supone
- 2019: Independiente
- 2019: Llora
- 2019: Pa' que la suden
- 2020: Gózala
- 2020: Tal vez
- 2020: Repetimos
- 2020: Mentiras
- 2020: Mi norte
- 2020: Por un beso tuyo
- 2021: Hola Remix
- 2021: Adiós
- 2021: Corazón blindado
- 2021: Nos separó
- 2021: Tú te lo pierdes
- 2021: El día de tu cumpleaños
- 2021: Tóxicos
- 2021: Tiempo
- 2022: Ansiedad
- 2022: Si supieras
- 2022: Cameo
- 2023: Sin visa
- 2023: Verde
- 2023: 602
- 2023: Peruanita Remix
- 2023: Perro que ladra
- 2023: A la una
- 2023: R.O.C.E
- 2023: Amanecer
- 2024: Punta Hermosa
- 2024: Vampiras RPS
- 2024: Afterparty
- 2024: Bebo por ti
- 2024: Heridas
- 2024: Lo siento mi amor
- 2024: 4X4
- 2024: Mi mejor versión
- 2025: Party Lonely :(

## Premios y nominaciones
| Año  | Premio             | Categoría                     | Nominación a | Resultado | Ref.             |
| ---- | ------------------ | ----------------------------- | ------------ | --------- | ---------------- |
| 2019 | Premios Inkatón    | Mejor artista urbana femenina | Ella misma   | Nominada  | [cita requerida] |
| 2020 | Premios Inkatón    | Mejor artista urbana femenina | Ella misma   | Ganadora  | [cita requerida] |
| 2021 | Premios Inkatón    | Mejor artista urbana femenina | Ella misma   | Nominada  | [cita requerida] |
| 2022 | Premios Inkatón    | Mejor artista urbana femenina | Ella misma   | Ganadora  | [cita requerida] |
| 2022 | Premios Inkatón    | Mejor canción urbana          | Ansiedad     | Nominada  | [cita requerida] |
| 2023 | Premios TrapSudaka | Mejor artista urbana femenina | Ella misma   | Ganadora  | [cita requerida] |
| 2023 | Premios TrapSudaka | Mejor álbum urbano            | 111          | Nominado  | [cita requerida] |
| 2024 | Premios Capemúsica | Mejor cantautora joven        | Ella misma   | Nominada  | [ 11 ]           |